# Demelius semirugosus
Demelius semirugosus är en skalbaggsart som beskrevs av Waterhouse 1874. Demelius semirugosus ingår i släktet Demelius och familjen långhorningar. Inga underarter finns listade i Catalogue of Life.